# Bodil Svendsen
Bodil Margrethe Svendsen fue una deportista danesa que compitió en piragüismo en la modalidad de aguas tranquilas. Ganó tres medallas en el Campeonato Mundial de Piragüismo en los años 1938 y 1948.

## Palmarés internacional
| Campeonato Mundial | Campeonato Mundial    | Campeonato Mundial | Campeonato Mundial |
| Año                | Lugar                 | Medalla            | Evento             |
| ------------------ | --------------------- | ------------------ | ------------------ |
| 1938               | Vaxholm (Suecia)      | Medalla de bronce  | K1 600 m           |
| 1938               | Vaxholm (Suecia)      | Medalla de bronce  | K2 600 m           |
| 1948               | Londres (Reino Unido) | Medalla de oro     | K2 500 m           |